# プローイパイリン・ジェンセン
プローイパイリン・ジェンセン（プロイパイリンとも、พลอยไพลิน เจนเซน, 1981年2月12日 - ）は、タイ王国王女ウボンラットの長女で、ラーマ9世国王の孫娘。ラーマ10世国王の姪。
弟にプムが、妹にシリキッティヤーがいる。王族籍はないが、タイ国内では非公式にクン・プローイパイリン・マヒドンとして王族に準ずる扱いを受けている。
1999年にロンドンのPurcell High Schoolを卒業。大学はカリフォルニア大学サンディエゴ校に入学し、大学を卒業後ワシントンD.C.にある世界銀行で研修を行っている。現在、マサチューセッツ工科大学に留学している。なお、マサチューセッツ工科大学ではプローイパイリン・マヒドン・ジェンセン (พลอยไพลิน มหิดล เจนเซน) と名乗っている。2009年8月25日に長年交際をしていたデビッド・ホイーラーとハワイで結婚し、二男一女の母となっている。